# Ernst C:son Herslow
Ernst Georg Carlsson Herslow, född 24 november 1884 i Malmö S:t Petri församling, Malmö, död 9 augusti 1967 i Svedala församling, Malmöhus län, var en svensk bankman.

## Biografi
Efter teknisk och kemisk utbildning anställdes Herslow inom olika företag i de svenska sockerindustrin och blev 1926 vice VD vid Svenska Sockerfabriks AB:s huvudkontor i Stockholm. År 1930 övergick han till bankverksamhet. Han blev verkställande direktör 1930 vid Skandinaviska bankens kontor i Malmö, för att sedan verka som VD vid huvudkontoret i Stockholm åren 1933–1946. Under sin tid som VD bidrog han verksamt till bankens konsolidering efter Kreugerkrisen.
Åren 1946-1956 var han styrelseordförande vid bankens centralkontor i Malmö och 1944-1946 ordförande i Svenska Bankföreningen. Han tillhörde förgrundsgestalterna inom svenskt näringsliv ända in på 1950-talet.

## Familj
Herslow var son till tidningsmannen, politikern och bankmannen Carl Herslow och Hulda Herslow, född Tranchell. 
Herslow gifte sig 1910 med Emmy Kockum (1889–1942), och blev far till godsägaren Carl Herslow, industrimannen Jan Herslow och företagsledaren Ernst Peter Herslow.
Ernst C:son Herslow gravsattes den 14 augusti 1967 på Östra kyrkogården i Malmö.

## Utmärkelser
- Kommendör med stora korset av Nordstjärneorden, 6 juni 1957.[7]